# Port lotniczy Skiathos
Port lotniczy Skiatos (IATA: JSI, ICAO: LGSK) – port lotniczy położony na wyspie Skiatos, w Grecji.

## Linie lotnicze i połączenia
| Linia Lotnicza               | Kierunek |
| ---------------------------- | --- |
| Air Serbia                   | Sezonowe czartery: 1. Belgrad |
| Avanti Air                   | Sezonowe czartery: 1. Graz 2. Klagenfurt |
| Austrian Airlines            | Sezonowo: 1. Wiedeń |
| British Airways              | Sezonowo: 1. Londyn-City |
| Condor                       | Sezonowo: 1. Düsseldorf 2. Monachium |
| Cyprus Airways               | Sezonowo: 1. Larnaka |
| EasyJet                      | Sezonowo: 1. Mediolan-Malpensa 2. Neapol |
| Edelweiss Air                | Sezonowo: 1. Zurych |
| Eurowings Discover           | Sezonowo: 1. Frankfurt 2. Monachium |
| Jet2.com                     | Sezonowo: 1. Birmingham 2. Bristol 3. East Midlands 4. Edynburg (do 22 września 2023) 5. Leeds/Bradford 6. Londyn-Stansted 7. Manchester 8. Newcastle |
| Neos                         | Sezonowo: 1. Mediolan-Malpensa 2. Werona |
| Olympic Air                  | 1. Ateny |
| Scandinavian Airlines System | Sezonowe czartery: 1. Kopenhaga 2. Göteborg 3. Oslo-Gardermoen 4. Stavanger 5. Sztokholm-Arlanda                                                      |
| Ryanair                      | Sezonowo: 1. Bari 2. Piza 3. Praga 4. Rzym-Fiumicino 5. Wiedeń                                                                                        |
| Sky Express                  | 1. Ateny |
| Smartwings                   | Sezonowe czartery: 1. Praga |
| Sunclass Airlines            | Sezonowe czartery: 1. Kopenhaga 2. Oslo-Gardermoen 3. Sztokholm-Arlanda                                                                               |
| Transavia France             | Sezonowo: 1. Paryż-Orly |
| TUI Airways                  | Sezonowo: 1. Birmingham 2. Bristol 3. East Midlands 4. Londyn-Gatwick 5. Londyn-Luton 6. Manchester 7. Newcastle                                      |
| TUI fly Netherlands          | Sezonowo: 1. Amsterdam |
| Volotea                      | Sezonowo: 1. Bari 2. Neapol 3. Turyn 4. Wenecja |
| Wizz Air                     | Sezonowo: 1. Bukareszt 2. Mediolan-Malpensa 3. Neapol 4. Rzym-Fiumicino                                                                               |